# Seznam slovenskih sinologov
Seznam slovenskih sinologov.

Seznami poklicev za narode|Slovencev|Slovenija|slovenskih}}

## A
- (Alenka Auersperger)

## B
- (Zorana Baković)
- (Aleksij Benigar)
- Sarah Berkovič
- Martina Bofulin /Bogataj
- Urška Breznik ?

## C
- Marjan Cencen
- Maša Maruša Cvelbar

## Č
- Neva Čebron
- Ralf Čeplak Mencin
- Tina Čok
- Jure Čuk

## D
- Bernard Distel?
- Blanka Doberšek
- Zvone Dragan?

## F
- Ivan Franke

## G
- Špela Gornik
- Ana Grasselli?

## H
- Sašo (Aleksander) Hadži
- Avguštin Hallerstein
- Špela Hočevar

## K
- Alma Karlin
- Katja Kolšek

## I
- Robert Ilič
- Saša Istenič Kotar

## J
- (Janez Jager)
- Barbara Jamnik
- Janez Janež?

## K
- Jožef Kerec
- Katja Kolšek
- Nataša Kopitar
- Matija Kovač
- Katjuša Kovačič
- Katja Kraigher
- Živan Krevelj
- Ivan Kušar

## L
- Srečko Lapajne ?
- Maja Lavrač
- Aleksander Ličan

## M
- Andrej Majcen
- Odorik Mattiuzzi (Matijevec ali Matjuc)
- Janez Krstnik Mesar
- Maja Milčinski
- Helena Motoh
- Andrej Mrevlje
- Martin Muc
- Igor Müller

## O
- Jani Osojnik

## P
- Nina Pejič?
- Nina Petek?
- Mateja Petrovčič

## R
- Natalija Raišp
- Igor Rogelja?
- Jana S. Rošker
- Nina Rožmarin

## S
- Mitja Saje (& Huiqin Wang)
- Ivan Seničar
- Andrej Stopar
- Alenka Suhadolnik?

## Š
- Vlado Šestan
- (Zmago Šmitek)
- Miran Šuštar?

## T
- Natalija Toplišek
- Vinko Trček
- Žiga Tršar
- Peter Turk (misijonar)

## U
- Matic Urbanija

## V
- Nataša Vampelj Suhadolnik
- Maja Veselič
- Matjaž Vidmar
- Nataša Viršek Ravbar

## Z
- Luka Zima (sinolog)
- Peter Zupanc